# Cayetano Barraquer y Roviralta
Cayetano Barraquer y Roviralta (Barcelona, 1839 — 1922) fue un religioso e historiador español, hermano del oftalmólogo Josep Antoni Barraquer Roviralta y del neurólogo Lluís Barraquer Roviralta. Era tío del cardenal Francisco de Asís Vidal y Barraquer. Su familia procedía de Sant Feliu de Guíxols.. Fue profesor de patrología en el Seminario Diocesano de Barcelona y en 1903 fue nombrado canónigo de la Catedral de Barcelona. Colaboró en la revista Ciencia Cristiana y se dedicó a la investigación de la historia de las órdenes religiosas en Cataluña. Sus obras aún se consideran vitales para el estudio de la materia.[cita requerida]

## Obras
- Las casas de religiosos en Cataluña durante el primer tercio del siglo XIX (dos volúmenes, 1906).
- Los religiosos en Cataluña durante la primera mitad del siglo XIX (cuatro volúmenes, 1918).